# 藤沼亞衣
藤沼亞衣（ふじぬま あい，1982年9月16日—），日本女子乒乓球运动员。栃木縣出生，畢業於大阪府四天王寺中学校及四天王寺高等学校。

## 簡歷
藤沼曾代表日本出戰2004年、2006年及2010年的世界乒乓球錦標賽，並贏得銅牌。其中，在2004年世乒賽的半決賽中，藤沼亞衣擊敗了中國隊的名將李菊，間接令後者失去參加雅典奧運會的資格。2011年，藤沼亞衣退役。